# Kostel svatého Václava (Čachrov)
Kostel svatého Václava v Čachrově je římskokatolický farní kostel čachrovské farnosti v okrese Klatovy v Plzeňském kraji. Založen byl ve 14. století v gotickém slohu a od roku 1964 je kulturní památkou.

## Historie
Městečko Čachrov vzniklo pravděpodobně ve 13. století. Místo bylo strategicky umístěno na stezce mezi městem Klatovy a Železnorudskem. Stejně tak sloužilo jako jedna ze zastávek na cestě do Pasova.
Kostel svatého Václava vznikl před rokem 1352. Z první stavební fáze se do současnosti zachovala klenba v presbytáři, triumfální oblouk a východní okno presbytáře. Loď byla znovu zaklenuta a zvýšena pravděpodobně v první polovině 16. století, ale existují dohady tom, že nová klenba vznikla již ve druhé polovině 15. století.
V 18. století probíhaly na kostele barokní úpravy, s pravděpodobným vznikem sakristií. Roku 1804 byla k západnímu průčelí přistavěna věž. Oratoř, která se dnes nachází nad presbytářem, pochází z roku 1833.

## Stavební podoba
Kostel je jednolodní stavba s trojboce zakončeným presbytářem. Presbytář je zaklenut paprsčitou žebrovou klenbou a s prostorem lodě ho pojí lomený triumfální oblouk, po jehož levé straně se nachází kazatelna. Okna nacházející se po stranách středového okna jsou zazděná. Na severní stěně presbytáře se nachází plochostropá sakristie čtvercového půdorysu s patrovou oratoří. Kostelní loď je zaklenuta křížovou žebrovou klenbou, a také zde se na severní straně nachází druhá menší a jednopodlažní sakristie se čtvercovým půdorysem. Na západní straně stojí kruchta s varhany. Západní průčelí zakončuje hranolovitá věž.